# Lamprops tomalesi
Lamprops tomalesi är en kräftdjursart som beskrevs av William B. Gladfelter 1975. Lamprops tomalesi ingår i släktet Lamprops och familjen Lampropidae. Inga underarter finns listade i Catalogue of Life.